# Хвилівник
Хвилівник (Aristolochia) — рід багаторічних трав і дерев'янистих ліан родини хвилівникові (Aristolochiaceae). Налічує близько 480 видів, поширених в тропічному, рідше в помірному поясах. В Україні поширений хвилівник звичайний.
Види роду хвилівник — багаторічні трав'янисті рослини з гладкими прямостоячими або кучерявими пагонами або дерев'янисті ліани.
Листя просте, черешкове, чергове, у багатьох видів серцеподібної форми.
Квітки зигоморфні, зібрані в короткі суцвіття в пазухах листків. Віночок, як правило, відсутній. Оцвітина трубчаста, внизу роздута, на верхньому кінці у більшості видів з косим язикоподібним відгином. Тичинок 3-6, короткі, зрощені зі стовпчиком, утворюючи так званий гіностемій. Квітки перехресно запилюються, приймочка маточки дозріває раніше від пиляків, що виключає самозапилення.
Плід — суха куляста або грушоподібна коробочка.